# 坎頓 (康乃狄克州)
坎頓（英語：Canton）是一個位於美國康乃狄克州哈特福縣的城鎮。

## 地理
坎頓的座標為41°51′42″N 72°54′33″W / 41.86167°N 72.90917°W，而該地的平均海拔高度為121米（即397英尺）。

## 人口
根據2010年美國人口普查的數據，坎頓的面積為64.80平方千米，當中陸地面積為63.70平方千米，而水域面積為1.10平方千米。當地共有人口10292人，而人口密度為每平方千米158人。